# هری فالکنر
هری فالکنر (انگلیسی: Harry Falconer؛ زادهٔ ۲۲ دسامبر ۱۹۵۴) بازیکن فوتبال اهل بریتانیا است.
از باشگاه‌هایی که در آن بازی کرده‌است می‌توان به باشگاه فوتبال ای‌اف‌سی بورنموث و باشگاه فوتبال ویمبلدون اشاره کرد.